# 埼玉新都心車站
埼玉新都心車站（日语：／ Saitama-shintoshin eki */?）是位於日本埼玉縣埼玉市大宮區吉敷町，屬於東日本旅客鐵道（JR東日本）東北本線的鐵路車站。

## 概要
本站是在埼玉新都心開街前的2000年5月5日開業。埼玉新都心位於中央區與大宮區（町名的新都心位於地區內西側的中央區），本站則位於東側的大宮區。

### 停靠路線
本站的停靠路線在線路名稱上只有東北本線1路線，實際路線系統可分為行駛於電車線的京濱東北線電車，以及中距離電車宇都宮線（東北線）、高崎線（分歧點在鄰站大宮站）列車，旅客資訊亦載明實際的路線系統。此外，宇都宮線、高崎線列車還可分為運行於列車線的上野站起迄系統，以及經上野站、東京站直通東海道線的上野東京線。行駛於東北貨物線的湘南新宿線與武藏野線直通列車等因沒有旅客月台因此不停本站。前往池袋站、新宿站、澀谷站方向可在浦和站、赤羽站或田端站轉乘湘南新宿線、埼京線或山手線前往。
- 宇都宮線、高崎線：經上野站 - 尾久站 - 大宮站往小山站、宇都宮站方向（宇都宮線）以及從大宮站分岐往熊谷站、高崎站方向（高崎線）的東北本線中距離電車。分成上野站起迄系統，與經上野站、東京站直通東海道線的上野東京線系統。- 車站編號「JU 06」
- 京濱東北線：東北本線大宮站以南各站停車的通勤電車。橫濱站直通根岸線。 - 車站編號「JK 46」

## 歷史
- 1997年（平成9年）2月16日：車站建設工程動工。
- 2000年（平成12年）
  - 4月1日：開業[1]。
  - 10月13日：東西自由通道獲得日本產業設計振興會好設計獎[3]。
- 2001年（平成13年）
  - 2月13日：本站獲彩之國埼玉景觀獎[4]。
  - 5月1日：浦和市、大宮市、與野市合併，所在地為埼玉市。
  - 11月18日：IC卡「Suica」啟用。
- 2017年（平成29年）9月23日：京濱東北線啟用月台門[5][6]。是埼玉縣內第一座導入月台門的JR線月台[6]。

## 車站構造
本站為島式月台2面4線地面車站，採並用跨站式站房設計，各月台間則透過天橋連接。月台位於一樓，二樓是車站大廳與自由通道。建物由埼玉縣狹山市出身的建築師鈴木愛德華與JR東日本設計。站內設有綠色窗口、自動驗票閘門、指定席售票機。本站為社員配置站（管理站），下轄與野站。車站大廳與月台間設有電梯與電扶梯。其中1號與2號線的電梯可通往更上層的站務所。
京濱東北線所有停靠大宮站的列車皆停靠本站。宇都宮線、高崎線僅停靠經上野站的普通列車，湘南新宿線系統與快速「Rabbit」（宇都宮線）、「Urban」（高崎線）、通勤快速等優等列車全部不停。即使在埼玉超級競技場舉辦大型活動時，原則上優等列車亦不增停。上野東京線的東海道線直通快速「Acty」在宇都宮線區間以普通（各站停車）運行，因此會停靠本站（相反地，不停本站的快速「Rabbit」、「Urban」在東海道線內為各站停車）。
站旁是東北貨物線的大宮操車場。4號線的西側有貨物線上行本線、三條上行待機線、兩條中線、下行本線、四條下行待機線並列，因此從月台可看見通過本線的湘南新宿線列車與武藏野線直通列車、等待出發的貨物列車與回送列車。貨物線由於上下本線分離，加上被待機線包圍，因此本站沒有在貨物線設置月台的計畫。
若因工程或事故影響，本來停靠本站的宇都宮線、高崎線（上野東京線）須改駛東北貨物線時，普通列車將取消停靠本站。若是湘南新宿線往大宮方向的列車改利用川口站附近的轉轍器改駛本站4號線線路時，湘南新宿線列車仍不停本站。

### 月台配置
| 月台 | 路線                       | 方向 | 目的地                                    | 備註                  |
| ---- | -------------------------- | ---- | ----------------------------------------- | --------------------- |
| 1    | 京濱東北線                 | 南行 | 浦和、赤羽、東京、橫濱方向                |                       |
| 2    | 京濱東北線                 | 北行 | 往大宮                                    |                       |
| 3    | 宇都宮線（東北線）、高崎線 | 上行 | 赤羽、東京、橫濱、大船方向 （上野東京線） | 經東京站直通 東海道線 |
| 4    | 宇都宮線（東北線）、高崎線 | 下行 | 大宮、小山、宇都宮、熊谷、高崎方向        |                       |

（來源：JR東日本:車站構內圖 （页面存档备份，存于））
- 2號線月台的方向標示，站名後方不加上「方面」或「行」，僅表示站名「大宮」。

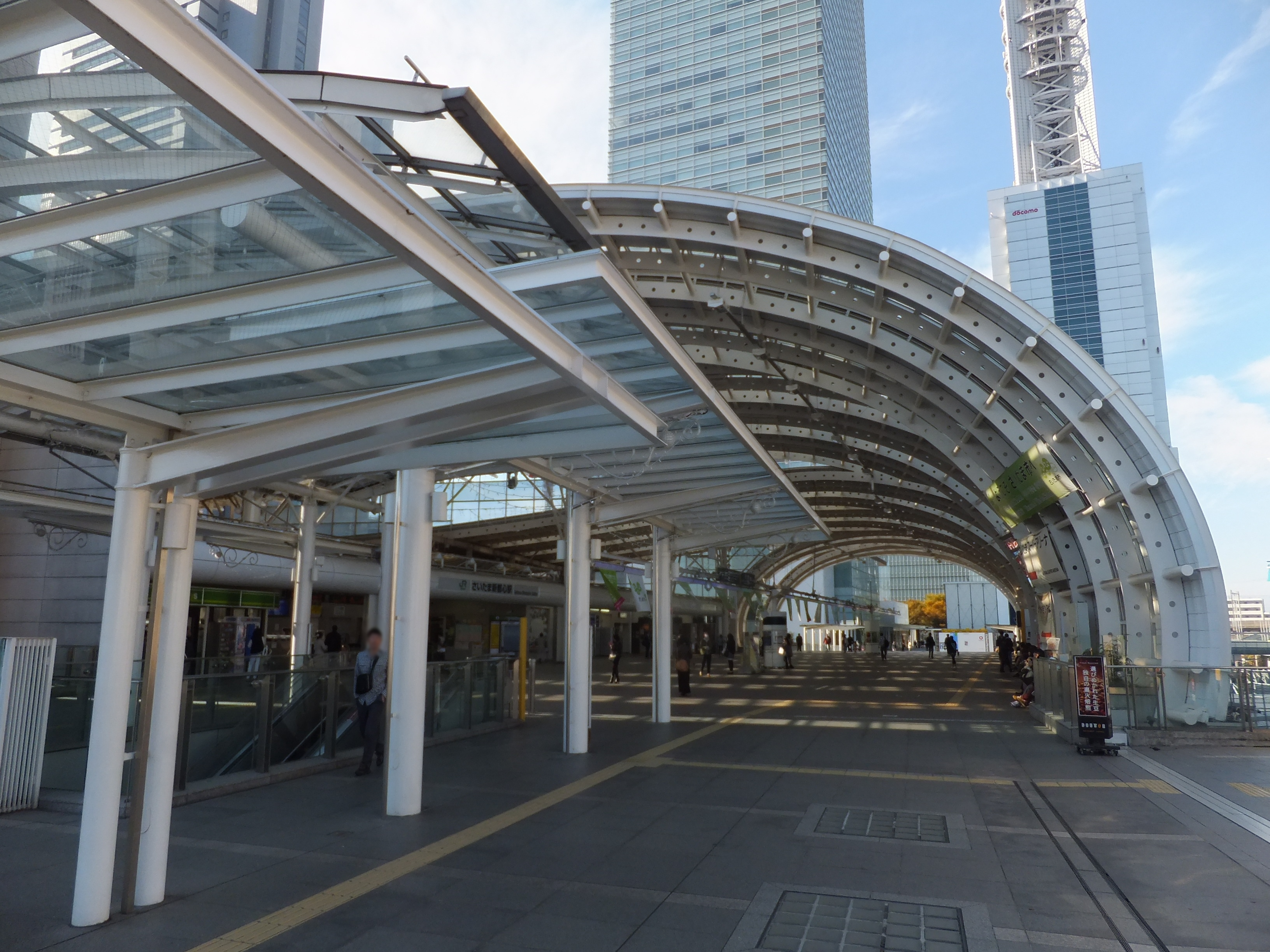
東西自由通道（2015年11月）
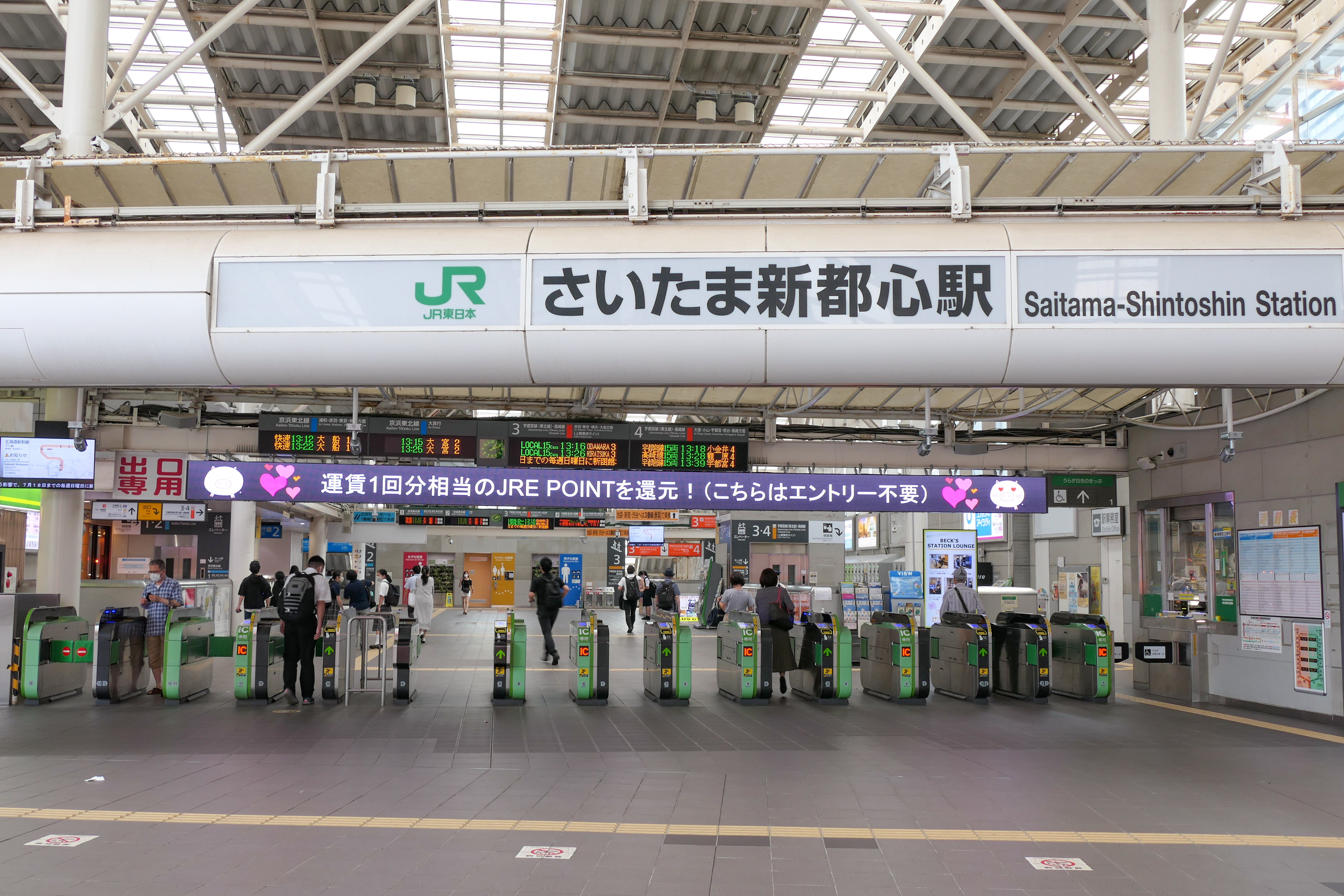
驗票閘口（2021年7月）
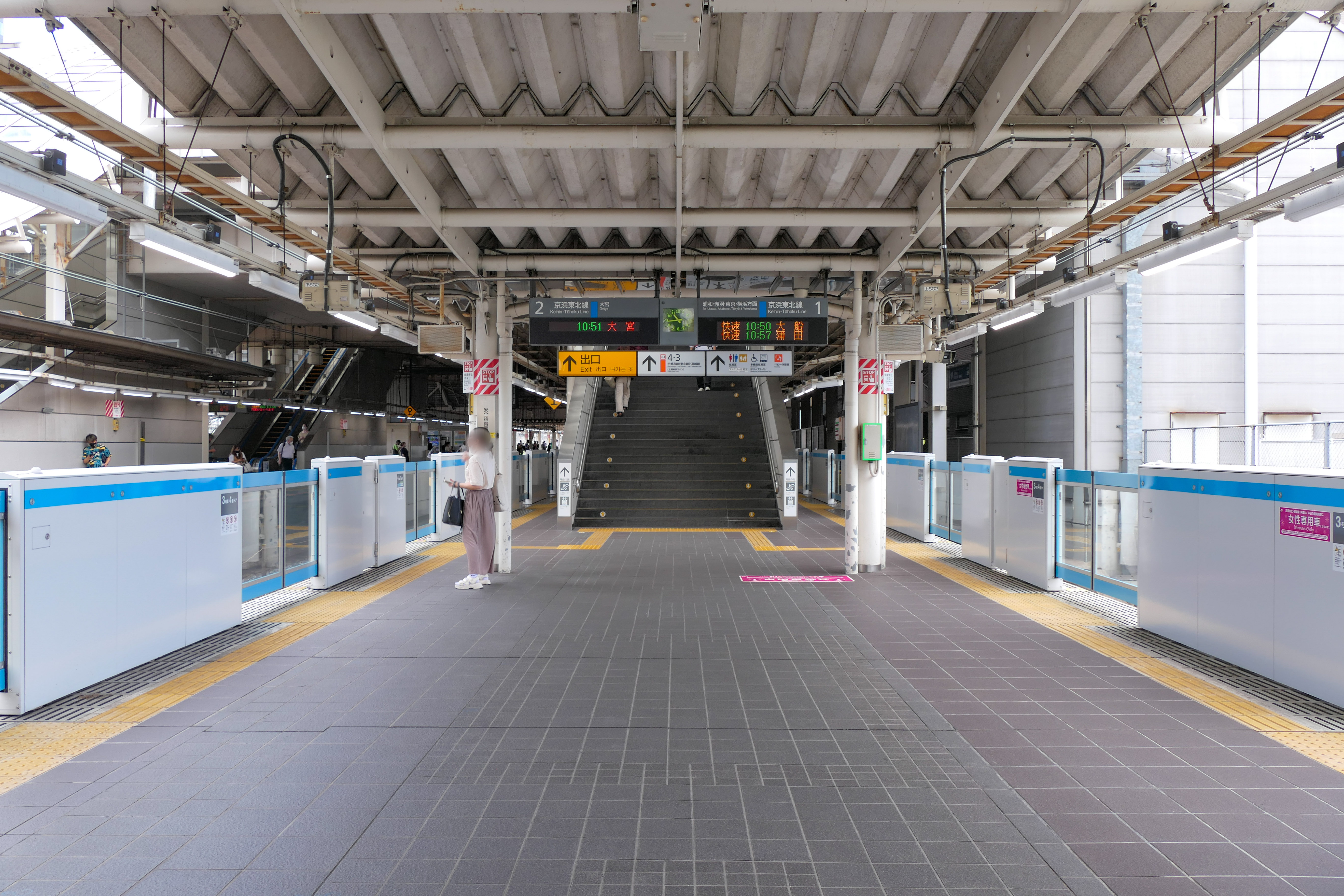
1號與2號月台（2021年8月）
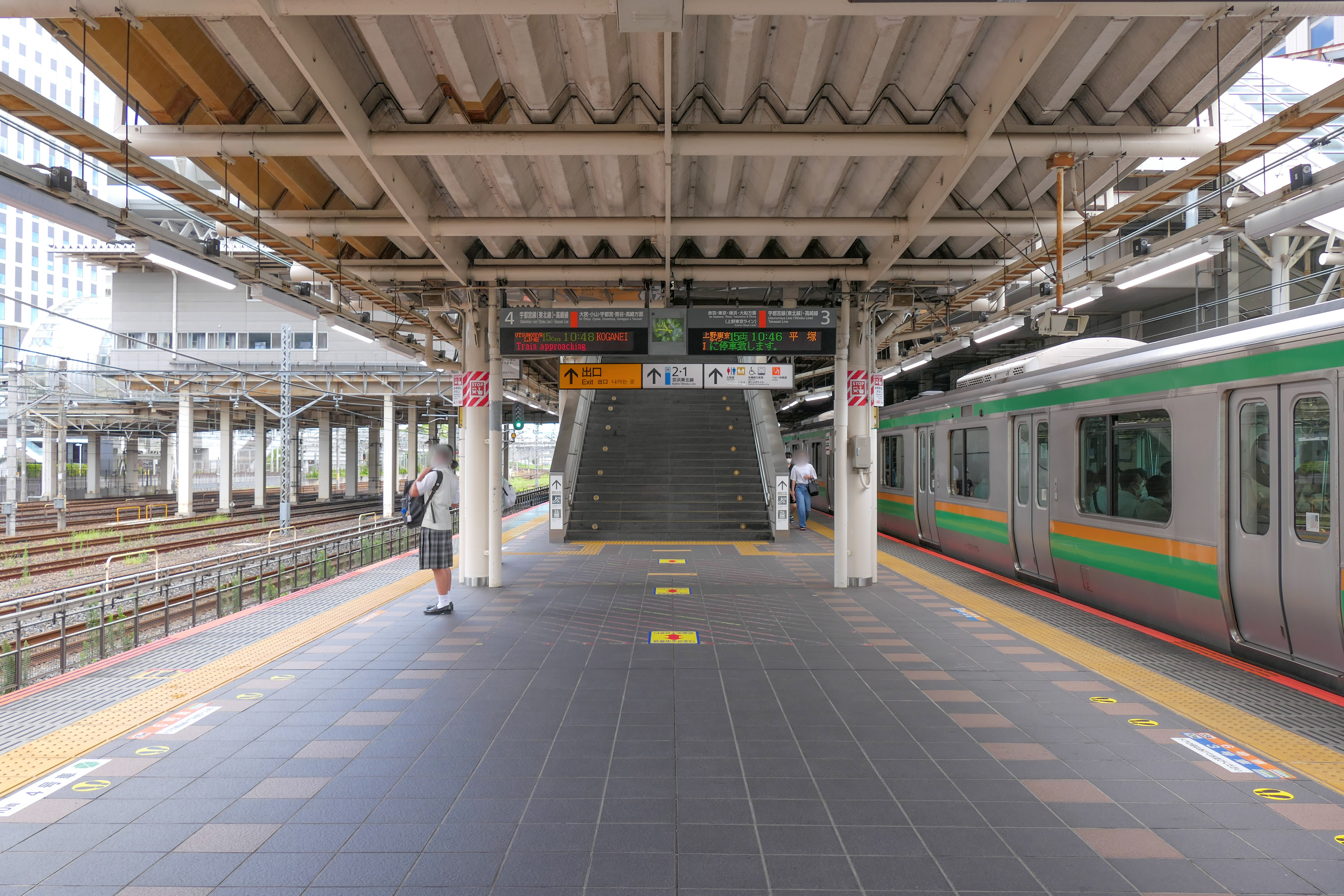
3號與4號月台（2021年8月）

### 發車音樂
| 1 | JR-SH5-3（五感工房製）       |
| 2 | 希望（ゆめ）のまち           |
| 3 | 朝の静けさ（櫻井音樂工房製） |
| 4 | 美しき丘（櫻井音樂工房製）   |

## 利用狀況
2019年（令和元年）度1日平均上車人次為55,782人，JR東日本車站中次於淺草橋站排行第90位。在埼玉市內的JR車站中次於新幹線停車的大宮站與市中心站浦和站、中距離列車不停的南浦和站，但在埼玉新都心的開發下持續成長，2016年突破5萬人大關。
本站在埼玉新都心、特別是埼玉超級競技場舉辦活動時人潮非常擁擠。活動結束時也會增派站員確認月台安全。
開業以後1日平均上車人次如下表。以全年度乘車人次除以365（閏年以366計算）計算，小數點以下無條件捨去，因此定期外與定期總和未必與合計一致。
| 年度               | 1日平均上車人次 | 1日平均上車人次 | 1日平均上車人次 | 來源              |
| 年度               | 定期外          | 定期            | 合計            | 來源              |
| ------------------ | --------------- | --------------- | --------------- | ----------------- |
| 2000年（平成12年） | 7,477           | 7,555           | 15,033          | [ 埼玉県統計 1 ]  |
| 2001年（平成13年） | 8,574           | 10,359          | 18,935          | [ 埼玉県統計 2 ]  |
| 2002年（平成14年） | 10,663          | 12,507          | 23,171          | [ 埼玉県統計 3 ]  |
| 2003年（平成15年） | 11,315          | 14,046          | 25,362          | [ 埼玉県統計 4 ]  |
| 2004年（平成16年） | 14,347          | 16,553          | 30,901          | [ 埼玉県統計 5 ]  |
| 2005年（平成17年） | 16,625          | 19,248          | 35,874          | [ 埼玉県統計 6 ]  |
| 2006年（平成18年） | 17,621          | 20,505          | 38,127          | [ 埼玉県統計 7 ]  |
| 2007年（平成19年） | 16,869          | 21,679          | 38,548          | [ 埼玉県統計 8 ]  |
| 2008年（平成20年） | 16,940          | 22,420          | 39,361          | [ 埼玉県統計 9 ]  |
| 2009年（平成21年） | 16,902          | 22,541          | 39,443          | [ 埼玉県統計 10 ] |
| 2010年（平成22年） | 16,201          | 22,888          | 39,090          | [ 埼玉県統計 11 ] |
| 2011年（平成23年） | 16,926          | 23,324          | 40,251          | [ 埼玉県統計 12 ] |
| 2012年（平成24年） | 17,594          | 23,560          | 41,155          | [ 埼玉県統計 13 ] |
| 2013年（平成25年） | 18,117          | 24,017          | 42,135          | [ 埼玉県統計 14 ] |
| 2014年（平成26年） | 19,573          | 24,093          | 43,667          | [ 埼玉県統計 15 ] |
| 2015年（平成27年） | 21,901          | 26,469          | 48,371          | [ 埼玉県統計 16 ] |
| 2016年（平成28年） | 22,511          | 27,558          | 50,069          | [ 埼玉県統計 17 ] |
| 2017年（平成29年） | 24,846          | 29,408          | 54,255          | [ 埼玉県統計 18 ] |
| 2018年（平成30年） | 25,211          | 30,339          | 55,551          | [ 埼玉県統計 19 ] |
| 2019年（令和元年） | 24,507          | 31,275          | 55,782          |                   |

備註
1. ↑  2015年3月14日のダイヤ改正で上野東京ラインが開業。

## 車站周邊

### 東口
- COCOON CITY（日语：コクーンシティ）
  - MOVIX埼玉（日语：松竹マルチプレックスシアターズ）
  - 埼玉新都心COCOON CITY住宅展示場
  - 伊藤洋華堂大宮店
  - 友都八喜多媒體埼玉新都心駅前店
- 東橫INN埼玉新都心
- APA HOTEL埼玉新都心駅北
- 三菱綜合材料埼玉綜合事務所
- 大宮警察署（日语：大宮警察署 (埼玉県)）
- 獨立行政法人造幣局埼玉支局
  - 造幣埼玉博物館
- 大宮北袋郵便局
- 大原足球場（日语：大原サッカー場）
- 埼玉縣立大宮高等學校（日语：埼玉県立大宮高等学校）
- 埼玉市立大宮南中學校（日语：さいたま市立大宮南中学校）
- 埼玉市立大原中學校（日语：さいたま市立大原中学校）
- 埼玉縣障害者交流中心（日语：埼玉県障害者交流センター）
- 冰川神社參道（冰川參道）一之鳥居 - 一之鳥居至神社境內約2公里

### 西口
- JR埼玉新都心大廈
  - 埼玉新都心大都會大飯店（日语：ホテルメトロポリタンさいたま新都心）
  - LAGUNAVEIL SkyTerrace
- 櫸木廣場（日语：けやきひろば）
- 埼玉超級競技場
- 埼玉新都心合同廳舍
  - 浦和稅務署
  - 埼玉新都心合同廳舍內郵便局
- 埼玉紅十字醫院（日语：さいたま赤十字病院）、埼玉縣立小兒醫療中心（日语：埼玉県立小児医療センター）
- 日本郵政集團埼玉大廈
  - 日本郵便關東支社
  - 郵貯銀行關東地區本部、東京貯金事務中心（日语：貯金事務センター）、東京地域中心、埼玉地域中心
  - 簡保生命保險埼玉支店
- 埼玉新都心郵便局（日语：さいたま新都心郵便局）
- RAFRE埼玉（日语：かんぽの宿）
- 明治安田生命埼玉新都心大廈（日语：明治安田生命さいたま新都心ビル）（LAND AXIS TOWER）
- NTT docomo埼玉大廈
- NTT東日本（日语：東日本電信電話）埼玉新都心大廈（埼玉MEDIA WAVE）
- 埼玉市立與野東中學校（日语：さいたま市立与野東中学校）
- 埼玉市立下落合小學校（日语：さいたま市立下落合小学校）
- 北與野站（埼京線） - 步行約10分
- 新都心出入口（首都高速埼玉新都心線）
- 淑德與野中學校、高等學校（日语：淑徳与野中学校・高等学校）
- 大宮警察署（日语：大宮警察署 (埼玉県)）埼玉新都心交番

## 巴士路線
| 乘車處       | 系統                      | 主要行經地                                      | 目的地               | 運行公司                                        | 備註                                                     |
| 東口         | 東口                      | 東口                                            | 東口                 | 東口                                            | 東口                                                     |
| ------------ | ------------------------- | ----------------------------------------------- | -------------------- | ----------------------------------------------- | -------------------------------------------------------- |
| 1            | 新都21、大都23            | 大宮警察、西高前、山崎、教育中心前              | 埼玉市立醫院         | 東武巴士西                                      |                                                          |
| 1            | 新都22                    | 大宮警察、西高前、山崎、富士見丘                | 東新井團地           | 東武巴士西                                      |                                                          |
| 1            | 新高01                    | 首都高速埼玉新都心線、富士見丘                  | 東新井團地           | 東武巴士西                                      |                                                          |
| 2            | 浦33、大都23              | 吉敷一丁目                                      | 大宮站東口           | 東武巴士西                                      |                                                          |
| 2            | 浦44                      | 天沼車庫                                        | 大宮站東口           | 東武巴士西                                      |                                                          |
| 2            | 浦44                      | 大宮警察、領家住宅                              | 北浦和站             | 東武巴士西                                      |                                                          |
| 5            | 東京・埼玉 - 富山・金澤線 | 富山站、金澤站兼六園口                          | 兼六坂               | 日本中央巴士                                    | 夜行                                                     |
| 5            | Silk Liner                | 京都站八條口                                    | 大阪OCAT             | 日本中央巴士                                    | 夜行 經東毛、京都                                        |
| 5            | Silk Liner                | 金山站南口、名古屋站太閤通口、 奈良皇家酒店     | 大阪OCAT             | 日本中央巴士                                    | 夜行 經東毛、奈良                                        |
| 6            | VIP LINER PLUMERIA Grande | 京都、梅田                                      | 難波站               | 平成ENTERPRISE                                  | 女性專用 夜行                                            |
| 6            | VIP LINER PLUMERIA Grande | 京都、梅田                                      | 三宮站               | 平成ENTERPRISE                                  | 女性專用 夜行                                            |
| 6            | VIP LINER                 | 京都、梅田                                      | 夜行                 | 平成ENTERPRISE                                  |                                                          |
| 6            | VIP LINER                 | 京都、梅田                                      | 夜行                 | 平成ENTERPRISE                                  | 難波站                                                   |
| 6            | VIP LINER                 | 名古屋站                                        | 夜行                 | 平成ENTERPRISE                                  | 金山站                                                   |
| 7            | 北浦50                    | 與野站東口、上木崎、本太中學校                  | 北浦和站東口         | 國際興業                                        |                                                          |
| 7            | 北浦50-3                  | 與野站東口、上木崎、本太中學校                  | 北浦和站巴士總站大樓 | 國際興業                                        |                                                          |
| 西口         |                           |                                                 |                      |                                                 |                                                          |
| 1            | 新都11                    | 北與野站、永旺夢樂城與野、圓阿彌、 中並木       | 大宮站西口           | 西武巴士                                        |                                                          |
| 2            | 新都01                    | 北與野站、永旺夢樂城與野、 圓阿彌、白鍬電建住宅 | 北浦和站西口         | 國際興業巴士                                    |                                                          |
| 2            | 新都01-2                  | 北與野站、永旺夢樂城與野、 圓阿彌、白鍬電建住宅 | 陣屋                 | 國際興業巴士                                    |                                                          |
| 2            | 新都02                    | 北與野站、永旺夢樂城與野、圓阿彌                | 白鍬電建住宅         | 國際興業巴士                                    |                                                          |
| 3            | ON LINER號                |                                                 | 成田機場             | 東武巴士西 西武巴士 國際興業 千葉交通 京成巴士  |                                                          |
| 3            | 大宮羽田線                |                                                 | 羽田機場             | 西武觀光巴士 國際興業 東京空港交通 京濱急行巴士 | 往羽田僅早晨3班與傍晚以後4班停車。羽田發車班次全部停車。 |
| 3            | 千葉玉LINER               | 千葉站、縣廳前                                  | 蘇我站               | 小湊鐵道                                        |                                                          |
|              | 櫻高速巴士                | 廣瀨通一番町                                    | 仙台站               | 櫻交通                                          | NTTdocomo大廈前                                          |
| 京都站、梅田 | 櫻高速巴士                | 難波                                            | AT LINER             |                                                 | NTTdocomo大廈前                                          |

## 相鄰車站
東日本旅客鐵道
 宇都宮線、高崎線
■通勤快速、■快速「Rabbit」「Urban」
通過
■普通
浦和（JU 05）－埼玉新都心（JU 06）－大宮（JU 07）
 京濱東北線
■快速、■各站停車
與野（JK 45）－埼玉新都心（JK 46）－大宮（JK 47）

### 使用情況
1. ↑  埼玉県統計年鑑 （页面存档备份，存于） - 埼玉県
2. ↑  さいたま市統計書 （页面存档备份，存于） - さいたま市
3. ↑  旧大宮市統計書 （页面存档备份，存于） - 旧大宮市

JR東日本2000年度以後的上車人次
1. ↑  各駅の乗車人員（2000年度） （页面存档备份，存于） - JR東日本
2. ↑  各駅の乗車人員（2001年度） （页面存档备份，存于） - JR東日本
3. ↑  各駅の乗車人員（2002年度） （页面存档备份，存于） - JR東日本
4. ↑  各駅の乗車人員（2003年度） （页面存档备份，存于） - JR東日本
5. ↑  各駅の乗車人員（2004年度） （页面存档备份，存于） - JR東日本
6. ↑  各駅の乗車人員（2005年度） （页面存档备份，存于） - JR東日本
7. ↑  各駅の乗車人員（2006年度） （页面存档备份，存于） - JR東日本
8. ↑  各駅の乗車人員（2007年度） （页面存档备份，存于） - JR東日本
9. ↑  各駅の乗車人員（2008年度） （页面存档备份，存于） - JR東日本
10. ↑  各駅の乗車人員（2009年度） （页面存档备份，存于） - JR東日本
11. ↑  各駅の乗車人員（2010年度） （页面存档备份，存于） - JR東日本
12. ↑  各駅の乗車人員（2011年度） （页面存档备份，存于） - JR東日本
13. 1 2 3  各駅の乗車人員（2012年度） （页面存档备份，存于） - JR東日本
14. 1 2 3  各駅の乗車人員（2013年度） （页面存档备份，存于） - JR東日本
15. 1 2 3  各駅の乗車人員（2014年度） （页面存档备份，存于） - JR東日本
16. 1 2 3  各駅の乗車人員（2015年度） （页面存档备份，存于） - JR東日本
17. 1 2 3  各駅の乗車人員（2016年度） （页面存档备份，存于） - JR東日本
18. 1 2 3  各駅の乗車人員（2017年度） （页面存档备份，存于） - JR東日本
19. 1 2 3  各駅の乗車人員（2018年度） （页面存档备份，存于） - JR東日本
20. 1 2 3  各駅の乗車人員（2019年度） （页面存档备份，存于） - JR東日本

埼玉縣統計年鑑
1. ↑  .   [2017-11-10]. （原始内容存档于2020-02-02）.
2. ↑  .   [2017-11-10]. （原始内容存档于2017-08-07）.
3. ↑  .   [2017-11-10]. （原始内容存档于2020-02-02）.
4. ↑  .   [2017-11-10]. （原始内容存档于2020-02-02）.
5. ↑  .   [2017-11-10]. （原始内容存档于2020-02-02）.
6. ↑  .   [2017-11-10]. （原始内容存档于2020-02-02）.
7. ↑  .   [2017-11-10]. （原始内容存档于2020-02-02）.
8. ↑  .   [2017-11-10]. （原始内容存档于2020-02-02）.
9. ↑  .   [2017-11-10]. （原始内容存档于2020-02-02）.
10. ↑  .   [2017-11-10]. （原始内容存档于2020-02-02）.
11. ↑  .   [2017-11-10]. （原始内容存档于2020-02-02）.
12. ↑  .   [2017-11-10]. （原始内容存档于2020-02-02）.
13. ↑  .   [2017-11-10]. （原始内容存档于2020-02-02）.
14. ↑  .   [2017-11-10]. （原始内容存档于2020-02-02）.
15. ↑  .   [2017-11-10]. （原始内容存档于2020-02-02）.
16. ↑  .   [2017-11-10]. （原始内容存档于2020-02-02）.
17. ↑  .   [2019-05-12]. （原始内容存档于2020-02-02）.
18. ↑  .   [2019-05-12]. （原始内容存档于2020-02-02）.
19. ↑  .   [2020-07-28]. （原始内容存档于2020-03-18）.

## 外部連結
- 車站資訊（埼玉新都心）：東日本旅客鐵道